# Старая Принстаунская дорога
Старая Принстаунская дорога (англ. Old Princetown Road), также Олд Малпек-роуд или просто Малпек-роуд — историческая колониальная дорога на Острове Принца Эдуарда. Построенная по меньшей мере в 1771 году, дорога протяжённостью около 59 километров была важным внутренним торговым и военным маршрутом, соединявшим город Принстаун или Мальпеке со столицей колонии Шарлоттауном. Большая часть бывшей дороги теперь используется как маршрут № 2 между Шарлоттауном и Хантер-Ривер, в то время как другие участки остаются гравийными дорогами или грунтовыми тропинками, а некоторые участки были полностью заменены сельскохозяйственными угодьями. Небольшой участок недалеко от Южного Гранвилла занесен в Канадский реестр исторических мест.

## Маршрут
Дорога начиналась в Шарлоттауне на пересечении улиц Юстон и Грейт-Джордж и вела на север. Она проходила через пригороды к северу от Шарлоттауна, огибала реку Йорк, теперь Норт-Ривер, и вела на запад через Милтон, затем на северо-запад через реку Хантер. Дорога продолжалась почти в том же направлении, минуя Хейзел-Гроув, Саут-Грэнвилл, Грэхемс-роуд, Клинтон и Маргейт. К западу от Маргейта дорога снова поворачивала на север, направляясь прямо к Принстауну. Дорога заканчивалась на Брандерс-роуд, теперь шоссе 103, на южной границе Принстауна.

## История
Строительство дороги было впервые задумано французскими колониальными правителями примерно в 1733 году. Британцы взяли колонию под свой контроль в 1758 году после Семилетней войны и быстро осознали важность внутреннего маршрута между городами Принстаун и Шарлоттаун. Работы по улучшению французской дороги начались в 1771 году.
В 1797 году полк округа Принс, базировавшийся в Принстауне, проигнорировал приказ полковника Джозефа Робинсона о проведении сбора. Утром 5 сентября лейтенант-губернатор Эдмунд Фаннинг выступил по Принстаунской дороге с отрядом добровольцев из Шарлоттауна, чтобы подавить восстание. Это событие стало известно в истории Острова Принца Эдуарда как осада Мальпеке.
Первоначальная дорога проходила по холмистой и труднопроходимой местности. Жалобы на необходимость модификации дороги привели к тому, что в 1825 году была проложена новая дорога. Новая Принстаунская дорога вела на запад от Хейзел-Гроув к Фредериктону, затем поворачивала на северо-запад через Спрингфилд и Саммерфилд к Кенсингтону. В Кенсингтоне дорога поворачивала на север к Малпеке. Позже новая дорога стала шоссе 2 и 20. После открытия новой дороги в 1827 году первоначальная дорога вышла из употребления.

## Состояние на сегодняшний день
Первоначальная трасса дороги сегодня известна как Юниверсити-авеню в Шарлоттауне. К северо-западу от города дорога используется как маршрут № 2 до Хейзел-Брук. Далее дорога известна как Хейзел-Брук-роуд, грунтовая дорога под номером 228, и Милл-роуд, грунтовая дорога без ремонта. На Уорбертон-роуд Милл-роуд переходит в Старую Принстаунскую дорогу, которая продолжается до шоссе 231. Здесь дорога прерывается, а участок дальше к северу был преобразован в сельскохозяйственные угодья.
В Южном Гранвилле дорога возобновляется в виде грунтовой пешеходной тропы протяжённостью 1,5 километра, проходящей через живописную местность. 12 декабря 2008 года тропа была внесена в Канадский реестр исторических мест. Затем дорога продолжается как Принстаунская дорога на протяжении 6,5 километров, где прерывается полем для гольфа Red Sands.
К северу от Ред-Сэндс бывшая дорога используется как шоссе 6 длиной 2,6 километра, затем короткий участок Томпсон-Пойнт-роуд, затем шоссе 104 ещё на протяжении 4 километров. Олд-Принстаунская дорога отходит от шоссе 104 и продолжается ещё 5 километров до шоссе 103 за пределами залива Мальпеке.